# احمد ایراندوست
احمد ایراندوست (زادهٔ ۲۶ خرداد ۱۳۴۹ آبادان) بازیگر، بادیگارد و خوانندهٔ ایرانی است.

## زندگی‌شخصی
پدرش شهاب ایراندوست نیز اهل آبادان و اصالتاً عرب ایرانی و از کشتی گیران هم دورهٔ غلامرضا تختی بود.

## زندگی‌هنری
ایراندوست در زمان تولید سریال شب‌های برره از طریق حسن شکوهی و محسن چگینی به مهران مدیری معرفی شد. و مدیری هم نقش غول برره را با توجه به جثه‌اش به او داد. 

## آثار

### سینما
| سال  | عنوان                | نقش                          | توضیحات |
| ---- | -------------------- | ---------------------------- | ------- |
| ۱۳۸۵ | اخراجی‌ها             | رزمنده ایرانی                |         |
| ۱۳۸۸ | بیداری رؤیاها        |                              |         |
| ۱۳۸۸ | اخراجی‌ها ۲           | فرمانده اردوگاه اسرای ایرانی |         |
| ۱۳۸۹ | جاسم به جبهه می‌رود   | افسر عراقی                   |         |
| ۱۳۹۲ | وفا ۲۰۱۲             | غول                          |         |
| ۱۳۹۳ | ساکن طبقه وسط        |                              |         |
| ۱۳۹۳ | سه بیگانه            |                              |         |
| ۱۳۹۴ | ۵۰ کیلو آلبالو       |                              |         |
| ۱۳۹۴ | آس و پاس             |                              |         |
| ۱۳۹۵ | پا تو کفش من نکن     |                              |         |
| ۱۳۹۷ | ایکس لارج            |                              |         |
| ۱۴۰۳ | دارچین تلخ           |                              |         |
| ۱۴۰۴ | آنجا کسی دیوانه نیست |                              |         |

### مجموعه‌ تلویزیونی
| سال  | عنوان       | نقش                        | توضیحات      |
| ---- | ----------- | -------------------------- | ------------ |
| ۱۳۸۴ | شب‌های برره  | غول برره                   |              |
| ۱۳۸۸ | در چشم باد  | تماشاچی قلدر در سالن سینما |              |
| ۱۳۸۸ | مسافران     | رئیس کنفدراسیون            |              |
| ۱۳۸۹ | مختارنامه   | هارون نعل‌بند               |              |
| ۱۳۹۰ | خنده بازار  |                            |              |
| ۱۳۹۲ | سریال پژمان | خودش                       | بازیگر مهمان |

### نمایش خانگی
| سال  | عنوان  | نقش       | توضیحات |
| ---- | ------ | --------- | ------- |
| ۱۴۰۰ | نارگیل |           |         |
| ۱۴۰۱ | جادوگر | عبدالقادر |         |

### ترانه‌شناسی[نیازمند منبع]
- Crazy Alone ۱۳۹۲
- خوشبختی به همراه نیما شمس، ۲۷ مرداد ۱۳۹۴
- روزای بی تو به همراه نیما شمس و بهزاد پکس، ۹ بهمن ۱۳۹۵
- عین خیالت نیست به همراه نیما شمس و دکلمه شراره رخام، ۱۱ تیر ۱۳۹۶
- به تو نگم به همراه نیما شمس و شراره رخام، ۲۱ مرداد ۱۳۹۶
- چشای خیس به همراه نیما شمس و شراره رخام، ۲۲ مهر ۱۳۹۶
- باز یه احساس به همراه نیما شمس، ۵ آذر ۱۳۹۶
- خیال تو به همراه نیما شمس، ۲۳ دی ۱۳۹۶
- حسرت به همراه نیما شمس و شراره رخام، ۲۵ اسفند ۱۳۹۶
- جون دلم به همراه نیما شمس و حسین مخته، ۴ مرداد ۱۳۹۷
- خاطرات، ۲۶ آذر ۱۳۹۷
- شب بارونی به همراه نیما شمس، ۴ اردیبهشت ۱۳۹۸
- فلافل با آهنگسازی و تنظیم و همچنین ترانه‌سرایی هادی برهان ۱۸ اسفند ۱۳۹۹
- ۱۴۰۲: شهر دودی به همراه والایار